# Département de Sétif

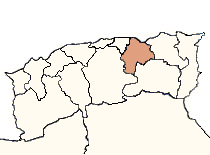
Localisation du département de Sétif.

Le département de Sétif fut un département français d'Algérie entre 1957 et 1962.
Considérée depuis le 4 mars 1848 comme partie intégrante du territoire français, l'Algérie fut organisée administrativement de la même manière que la métropole. C'est ainsi que pendant une centaine d'années, la ville de Sétif, fut une sous-préfecture du département de Constantine, et ce jusqu'au 20 mai 1957. À cette date ledit département est amputé de sa partie méridionale, afin de répondre à l'accroissement important de la population algérienne au cours des années écoulées.
Le département de Sétif fut donc créé à cette date, et couvrait une superficie de 17 405 km2 sur laquelle résidaient 1 001 461 habitants et possédait huit sous-préfectures : Akbou, Bordj-Bou-Arreridj, Bougie, Kherrata, Lafayette, M'Sila, Sidi-Aïch et Saint-Arnaud.
Le département de Sétif fut maintenu après l'indépendance de l'Algérie, et devint la Wilaya de Sétif en 1968.